# Парамарибо (округ)
Парамарибо (нід. Paramaribo) - округ Суринаму, що охоплює столицю країни Парамарибо і прилеглу область.
Населення округу - 242 946 чоловік (2004), площа - 183 км² .

## Історія
Район був колонізований британцями в XVII столітті, які побудували тут форт Вілоубі. Потім цей форт був узятий Голландією і перейменований в форт Зеландія. Контроль над Парамарибо переходив від голландців до британців і назад до укладення Бредського миру, що ознаменував кінець Другої англо-голландської війни, в результаті якої весь Суринам відійшов до Голландії.

## Населення
| національність | % від населення |
| -------------- | --------------- |
| маруни         | 16%             |
| креоли         | 25,5%           |
| індосуринамці  | 22,9%           |
| яванці         | 9,8%            |
| змішані        | 18,3%           |